# STS-81
STS-81 est la dix-huitième mission de la navette spatiale Atlantis et la septième du programme russo-américain Shuttle-Mir.

## Équipage
- Commandant : Michael A. Baker (4)  États-Unis
- Pilote : Brent W. Jett, Jr. (2)  États-Unis
- Spécialiste de mission 1 : John M. Grunsfeld (2)  États-Unis
- Spécialiste de mission 2 : Marsha S. Ivins (4)  États-Unis
- Spécialiste de mission 3 : Peter J.K. Wisoff (3)  États-Unis

Resté à bord de la station Mir :
- Spécialiste de mission 4 : Jerry M. Linenger (2)  États-Unis

De retour de la station Mir :
- Spécialiste de mission 5 : John E. Blaha (5)  États-Unis

Le chiffre entre parenthèses indique le nombre de vols spatiaux effectués par l'astronaute au moment de la mission.

## Paramètres de la mission
- Masse :
  - Chargement: 2 250 kg
- Périgée : 380 km
- Apogée : 392 km
- Inclinaison : 51,6°
- Période : 92,2 min

### Amarrage à la station Mir
- Début : 15 janvier 1997, 03 h 54 min 49 s UTC
- Fin : 20 janvier 1997, 02 h 15 min 44 s UTC
- Temps d'amarrage : 4 jours, 22 heures, 20 minutes, 55 secondes